# Novobranchus pacificus
Novobranchus pacificus är en ringmaskart som beskrevs av Miles Joseph Berkeley 1954. Novobranchus pacificus ingår i släktet Novobranchus och familjen Trichobranchidae. Inga underarter finns listade i Catalogue of Life.